# 第五世哲布尊丹巴呼图克图
哲布尊丹巴·罗布藏楚都木济克默特（藏語：བློ་བཟང་ཚུལ་ཁྲིམས་འཇིགས་མེད，威利转写：blo bzang tshul khrim 'jigs med；1815年6月14日—1841年11月18日），第五世哲布尊丹巴呼图克图，外蒙古藏传佛教的主要活佛。加上佛教传说的十五世，又称二十世。
出身藏族，卫藏衮布惇多布的儿子。乾隆晚年规定哲布尊丹巴的转世，由西藏大昭寺金瓶掣定。第四世哲布尊丹巴呼图克图入寂后，七世班禅选出三个灵童，以汉满蒙藏四种文字写下其名，放在金瓶中，由班禅和驻藏大臣金瓶掣定。嘉庆二十四年（1819年），在布达拉宫随班禅受格宁戒和出离戒。二十五年（1820年），迎到库伦居法座，受金册金印。道光元年（1821年）重赐金册金印。向道光帝献九白之贡（白驼一，白马八）。十一年（1831年）从经师罗卜桑札木养受沙弥戒。十五年（1835年）道光命他到西藏，从七世班禅，受比丘戒。十六年（1836年）回到库伦，十九年（1839年）在北京觐见道光皇帝。二十二年在库伦入寂，龛座供奉在库伦甘丹寺。